# 로저스와 하트

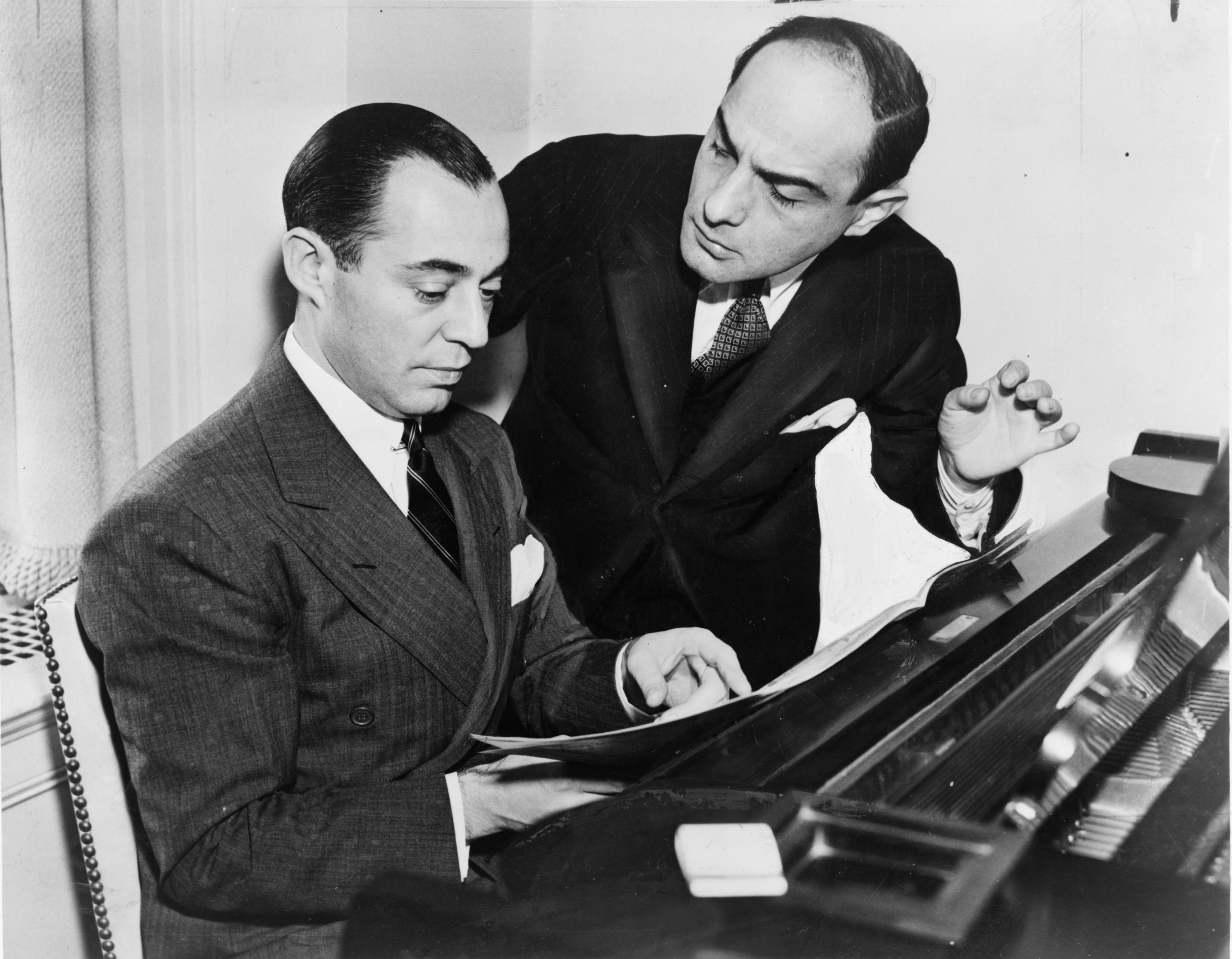
로저스와 하트

로저스와 하트(Rodgers and Hart)는 작곡가 리처드 로저스(1902–1979)와 작사가 로렌즈 하트(1895–1943) 사이의 미국 작곡 파트너십이었다. 그들은 1919년부터 1943년 하트가 사망할 때까지 28개의 무대 뮤지컬과 500곡 이상의 노래를 함께 작업했다.